# Robert Masson
Pour les articles homonymes, voir Masson et Robert Masson (homonymie).
Robert Masson est un compagnon de la Libération né à Paris le 19 janvier 1914 et mort à Versailles le 24 octobre 2010.
Recruté à Vichy par le SR de l’Armée de l’air en 1941, il devient agent de liaison avec le mouvement Ceux de la Libération à Paris. Après le débarquement en Afrique du Nord, il traverse clandestinement l'Espagne et rejoint Alger puis Londres. Volontaire pour être parachuté en territoire occupé, Masson réalise deux missions (et deux exfiltrations aériennes) aux printemps 1943 et 1944. Il implante en France le réseau de résistance Samson et commande le bureau londonien de la DGSS pendant la bataille de Normandie.

## Biographie
Robert Masson naît le 19 janvier 1914 à Paris. Il étudie à l'École centrale. À la mort de son père en 1935, il lui succède pendant quelques mois comme industriel, avant de faire son service dans l'Armée de l'air en 1936-1937, à l’École militaire d’aviation. Il est mobilisé en 1939 comme sous-lieutenant de réserve.

### Agent du SR Air
Il est à Fez le 17 juin 1940, lorsqu’il entend à la radio le maréchal Pétain annoncer la fin des combats. Démobilisé en août et désireux de s’engager dans la Royal Air Force, il essaie en vain de gagner Gibraltar. À Agadir, on lui apprend qu’un réseau d’aviateurs s’organise en France pour lutter contre l’occupant. Il débarque à Marseille en janvier 1941 et se rend à Vichy, où il rencontre dans un café Paul Badré qui le recrute comme agent du SR Air (service de renseignement semi clandestin créé par le colonel Ronin avec l’accord du général Bergeret, ministre de l’aviation du maréchal Pétain).
Il effectue deux missions d’essai, à Châteauroux puis à Paris. Ayant prouvé sa compétence, il devient agent de liaison avec Ceux de la Libération, mouvement fondé par trois anciens aviateurs : Maurice Ripoche, Jacques Ballet et Henri Pascal, qui revendiquent 10 000 membres.
À Paris, il partage avec son frère Gérard un appartement rue Duret. Comme « boîte aux lettres », il utilise le 26 rue de Gramont. Outre les membres de Ceux de la Libération, Masson bénéficie d’autres sources de renseignement, comme Alexandre de Saint-Phalle ou M. Lemeignen, le président de la Société commerciale d'affrètements et de commission qui le reçoit dans ses bureaux de la rue Lord-Byron.
Pour traverser la ligne de démarcation, il obtient à Loches un laissez-passer de frontalier, qui lui permet de franchir les contrôles de la Kommandantur à Cormery. Chaque mois, il achemine ses renseignements à Bellerive-sur-Allier à côté de Vichy, où Paul Badré réside avec sa famille. C’est là qu’est installée une liaison radio avec le Secret Intelligence Service de Londres. Pour communiquer des informations urgentes, il expédie depuis la gare d’Austerlitz des colis à une adresse de Vichy. Sur le papier d’emballage sont écrits les messages à l’encre sympathique.
À partir du printemps 1941, il utilise comme couverture son activité dans l’industrie du cinéma. Pour ses amis, Masson est un collaborateur de Jean Clerc, gérant de la Société Universelle de Films. Il assiste aux tournages de trois longs-métrages : Montmartre-sur-Seine (avec Edith Piaf), Mademoiselle Swing et Le Grand Combat.
Le 10 novembre 1942, au lendemain du débarquement allié en Afrique du Nord, les officiers du SR Air s’envolent pour l’Algérie, laissant la direction du réseau en France au capitaine René Gervais. N’ayant plus d’utilité à Paris auprès de Ceux de la Libération, Masson décide de rejoindre l’Algérie via l’Espagne et Gibraltar.

### Traversée de l'Espagne
Le 25 décembre, il franchit la frontière entre Montréjeau et Vielha e Mijaran, où il est arrêté par la garde civile. Dans les premiers jours de janvier 1943, au cours d’un transfert vers Lérida, il s’évade avec six autres Français qui sont de nouveau arrêtés par la garde civile à côté d’Artesa de Segre. Incarcéré à Lérida, il a la surprise de retrouver dans sa cellule Jacques Ballet, son correspondant de Ceux de la Libération qui a franchi la frontière de son côté.
Il est libéré le 23 janvier grâce à ses faux papiers et à l’intervention de M. Mahé, le représentant à Barcelone de la Société commerciale d'affrètements et de commission. Rejoignant Madrid en train, il est reçu à l’ambassade des États-Unis par le colonel Malaise, qui signale par télégramme son arrivée au SR Air d’Alger. Il est ensuite conduit à Séville puis à Algésiras. Le soir du 8 février 1943, il embarque clandestinement dans la cale d’un bateau de pêche, avec dix-sept Français parmi lesquels René de Naurois.

### Premier parachutage en France
À Gibraltar, il prend un paquebot pour Casablanca, où l’attend un avion pour Alger. Il est accueilli au siège du SR Air par le colonel Ronin et apprend le départ du commandant Badré, qui officie désormais à Londres en liaison avec le MI6 et le BCRA du colonel Passy. Ronin lui propose de se rendre à son tour en Angleterre et d’être parachuté en France afin d’y développer un réseau de renseignement. Masson accepte et reçoit de faux papiers au nom de Samson (anagramme de son patronyme).
Le 12 mars, il décolle à bord d’un Douglas C-47 Skytrain qui le dépose à Gibraltar, où il s’envole à l’aube le lendemain, dans la soute d’un Boeing B-17 Flying Fortress. Atterri en Cornouailles, il retrouve Badré hospitalisé à Manchester à la suite d’un saut en parachute. Samson suit lui-même un stage de parachutisme à Ringway, sous la supervision du lieutenant Robert de Lesseps (alias Goodfellow), puis de Pick-Up (P-U) à côté de Cambridge. Il reçoit également une formation en cryptologie et en télégraphie sans fil.
À Londres, il choisit comme zone de parachutage le triangle Broglie-Orbec-Bernay, où il sera en mesure de se cacher dans la propriété de sa mère, à la lisière du bois Taillefer. Il obtient de la Royal Air Force un Halifax : l’opération Lobelia est prévue pour la nuit du 11 au 12 avril 1943. Masson est parachuté peu après minuit.
Trois jours plus tard, il se réinstalle à Paris, rue Duret, dans l’appartement de son frère Gérard. Réactivant sa couverture à la Société Universelle de Films, il renoue ses contacts avec Gervais à Vichy et avec Ceux de la Libération à Paris. Il recrute André Féret-Patin, Émile Corouge et François Aubry, auxquels sont confiées les transmissions radio et la direction du réseau Samson.
Paul Badré, qui organise l’exfiltration aérienne du général Georges en lien avec le cabinet de Churchill, décide d’intégrer Masson à l’opération qui se déroule le 20 mai 1943 dans les Cévennes. Après un rapide passage à Alger, il regagne Londres où il rencontre le colonel Passy et tâche d’organiser la liaison radio de Samson avec l’Intelligence Service.
Le 12 juin, Masson s’envole pour Marrakech. Il est promu capitaine et rejoint le groupe 2/52 commandé par Badré, qui est stationné à Oran puis à Médiouna. À Alger, Ronin perd le contrôle des services spéciaux au profit des gaullistes.

### Second parachutage en France
Le 6 juillet 1943, la Gestapo surprend Corouge en pleine transmission radio à Suresnes. Féret-Patin est arrêté rue d'Assas la nuit suivante. Ils sont tous les deux interrogés dans les locaux de la rue des Saussaies et de l’avenue Foch, où ils subissent la torture par l'eau, avant d’être déportés en octobre 1943. Le 26 décembre, c’est au tour d’André Duthilleul (Oscar), hebergé par l’abbé Badré à Paris, d’être pris dans une souricière de la Gestapo. Il tente de s’évader devant l’église Saint-Ferdinand-des-Ternes et reçoit une balle dans le dos. Hospitalisé à la Salpêtrière, Oscar est ensuite incarcéré à Fresnes et fréquemment interrogé rue des Saussaies.
Masson se porte volontaire pour une deuxième mission en territoire occupé. Il s’envole pour Londres en janvier 1944, où il retrouve Jacques Ballet.
Le 9 février, il est parachuté à Ménétréol-sur-Sauldre en Sologne. N’étant plus en sécurité rue Duret, il est logé à Neuilly-sur-Seine par Jean Clerc. Au cours d’un rendez-vous dans un café de l’avenue de Friedland, René Gervais le charge d’intégrer au réseau Samson cinq postes du SR Air (la Bretagne, la Normandie, Paris, Troyes et Laon). Recherché par la Gestapo, Gervais est exfiltré avec quatre de ses agents dans la nuit du 6 au 7 mars.
Le réseau Samson, aidé financièrement par Alexandre de Saint-Phalle, se développe sous l'égide de François Aubry et de Jean Rousseau-Portalis (Billy). L'organisation dépasse les mille membres à la fin de l’occupation.
Mis sur la piste d'Oscar par l’abbé Badré, Masson part avec ses hommes pour tenter de le libérer du camp de Royallieu, mais il doit renoncer devant le nombre de gardes SS. Il est exfiltré dans la nuit du 2 au 3 juin par la Royal Air Force, près de Compiègne, avec Billy et son frère Gérard Masson.

### Libération
À Londres, il est reçu par Dunderdale qui l’informe de l’imminence du D day. Le général Giraud et le général Ronin ayant été définitivement écartés par les gaullistes à Alger, le SR fusionne avec le BCRA pour former la DGSS, sous la l'autorité de Jacques Soustelle. Masson travaille au bureau londonien en compagnie d'André Manuel et d'Henri Ziegler. Après le débarquement, les agents de son réseau sont intégrés aux Forces françaises combattantes. Il franchit la Manche le 2 septembre 1944.
Le 18 juin 1945, sur la place de la Concorde, Robert Masson, Jean Rousseau-Portalis et René Gervais reçoivent du général de Gaulle la croix de Compagnon de la Libération.

### Après-guerre
Il quitte l'armée en décembre 1945 et devient un cadre de l’industrie aéronautique. Quand Sud-Aviation est créé en 1957, il est chargé de la vente des hélicoptères, puis de la direction commerciale de la Sferma (présidée par Paul Badré). Il est aussi responsable de la SOCATA et des ventes d’avions légers à Sud-Aviation. En 1970, il devient directeur des Thermes de Bagnoles-de-l'Orne. Ses souvenirs de guerre sont publiés en 1975.
Robert Masson décède le 24 octobre 2010 à Versailles. Son corps est inhumé à Jullouville dans la Manche.

## Décorations
- Commandeur de la Légion d'honneur
- Compagnon de la Libération
- Croix de guerre 1939-1945
- Croix de guerre  (Belgique)
- Officier de l'ordre de la Couronne  (Belgique)
- King's Medal for Courage in the Cause of Freedom (Royaume-Uni)